# Czarna Woda (dopływ Morawki)
Czarna Woda (Janówka, Pogonna, niem. Heudorfer Wasser) – potok, lewy dopływ Morawki o długości 8,01 km.
Potok bierze swój początek na stoku Czarnej Góry w okolicy Przełęczy Puchaczówka. Przepływa przez wsie Sienna, Janowa Góra w gminie Stronie-Wieś, uchodząc do Morawki w Stroniu Śląskim na wysokości parku miejskiego.
W 2005 r. skrócono bieg potoku o ok. 500 m, przebudowując jego ujście. Wybudowano nowe koryto prowadzące przez park miejski i zasypano odcinek prowadzący wzdłuż ul. Kościuszki. Przebudowa związana była z przeciwpowodziową regulacją potoku.